# Parco nazionale di Odzala-Kokoua
Il Parco nazionale di Odzala-Kokoua (o Parco nazionale di Odzala) è un parco nazionale nella Repubblica del Congo. Il primo provvedimento protettivo del parco fu adottato nel 1935; fu poi dichiarato riserva della biosfera nel 1977 e ottenne la designazione ufficiale con decreto presidenziale nel 2001. Odzala-Kokoua conta circa 100 specie di mammiferi e una delle popolazioni di primati più diversificate del continente. L'organizzazione no-profit African Parks ha iniziato a gestire il parco in collaborazione con il Ministero dell'Economia Forestale, dello Sviluppo Sostenibile e dell'Ambiente della Repubblica del Congo nel 2010.
Il 16 settembre 2023 il parco è stato iscritto nella Lista dei patrimoni dell'umanità dell'UNESCO dalla quarantacinquesima sessione del Comitato del patrimonio mondiale riunito a Riad.

## Descrizione
Odzala-Kokoua è un parco nazionale esteso per circa 13 500 chilometri quadri (5 200 mi²) nella parte nordoccidentale della Repubblica del Congo, istituito nel 1935. Il parco ha preservato la foresta pluviale secolare e il terreno variabile, che va da colline alte 350 metri (1 150 ft) fino a una fitta giungla e numerose radure. Odzala-Kokoua ospita ecosistemi di foresta secca, savana e foresta pluviale. Il parco è gestito da African Parks in collaborazione con il governo congolese.

## Storia e turismo
Odzala-Kokoua è uno dei parchi nazionali di più antica istituzione dell'Africa, protetto per la prima volta nel 1935 e definito ufficialmente con decreto presidenziale di Denis Sassou Nguesso nel 2001. Il parco è stato designato riserva della biosfera nel 1977 e amministrato dal 1992 con l'assistenza finanziaria di Conservation and Rational Utilization of Forest Ecosystems in Central Africa (ECOFAC), un programma sponsorizzato dall'Unione Europea che stabilisce un quadro per la conservazione delle foreste pluviali nella regione. Gli sforzi di conservazione furono limitati durante la guerra civile nella Repubblica del Congo (1997–1999). Inoltre la tutela di Odzala-Kokoua è stata trascurata per anni all'epoca dell'epidemia di ebola e l'area protetta ha sofferto a causa di intense attività di bracconaggio. Il turismo è stato limitato fino a poco tempo fa, con solo 50 turisti in visita a Odzala-Kokoua nel 2011.
African Parks ha iniziato a gestire il parco nel 2010, come parte di un accordo di 25 anni con il Ministero delle foreste e dello sviluppo sostenibile della Repubblica del Congo. Nel 2013 African Parks, United States Fish and Wildlife Service, Wildlife Conservation Society (WCS) e World Wide Fund for Nature hanno stipulato un accordo quinquennale da 10 milioni di dollari per collaborare e lavorare per conservare Odzala-Kokoua e il Sangha Trinational. WCS sostiene la gestione e la conservazione da parte del governo di Odzala-Kokoua e di altri parchi nazionali dall'inizio degli anni '90. African Parks ha avviato il primo programma di amnistia per le armi da fuoco del Congo nel 2013, offrendo ai bracconieri posizioni come ranger del parco in cambio di armi e intelligence.
Secondo la CNN, all'inizio del 2014 c'erano 76 guardie che pattugliavano Odzala-Kokoua. Nel 2014 due cani Malinois sono stati addestrati a individuare l'avorio e la carne animale, nel tentativo di ridurre il bracconaggio. Nonostante abbia lo status di parco nazionale, che protegge dalle attività minerarie, Mongabay ha riferito nel 2016 che alcuni permessi minerari rilasciati dal governo consentivano l’estrazione di minerali in alcune aree del parco di Odzala-Kokoua.
Odzala-Kokoua è stata aperta alle visite turistiche nell'agosto 2012. Wilderness Safaris ha investito nel parco migliorando le infrastrutture, costruendo due lodge di lusso e fornendo formazione aggiuntiva a guide e ranger. Sono stati necessari sei anni perché i lodge diventassero pienamente operativi, anche grazie ai finanziamenti ricevuti dalla filantropa Sabine Plattner, moglie dell'uomo d'affari tedesco Hasso Plattner. Il contratto operativo della società è terminato nel 2015 e da allora i campi sono stati gestiti direttamente dalla Congo Conservation Company, fondata e finanziata da Sabine Plattner.

## Flora e fauna
Odzala-Kokoua ospita circa 4500 specie di piante e alberi. La stragrande maggioranza della foresta del parco è costituita da Marantaceae a chioma aperta.

### Mammiferi

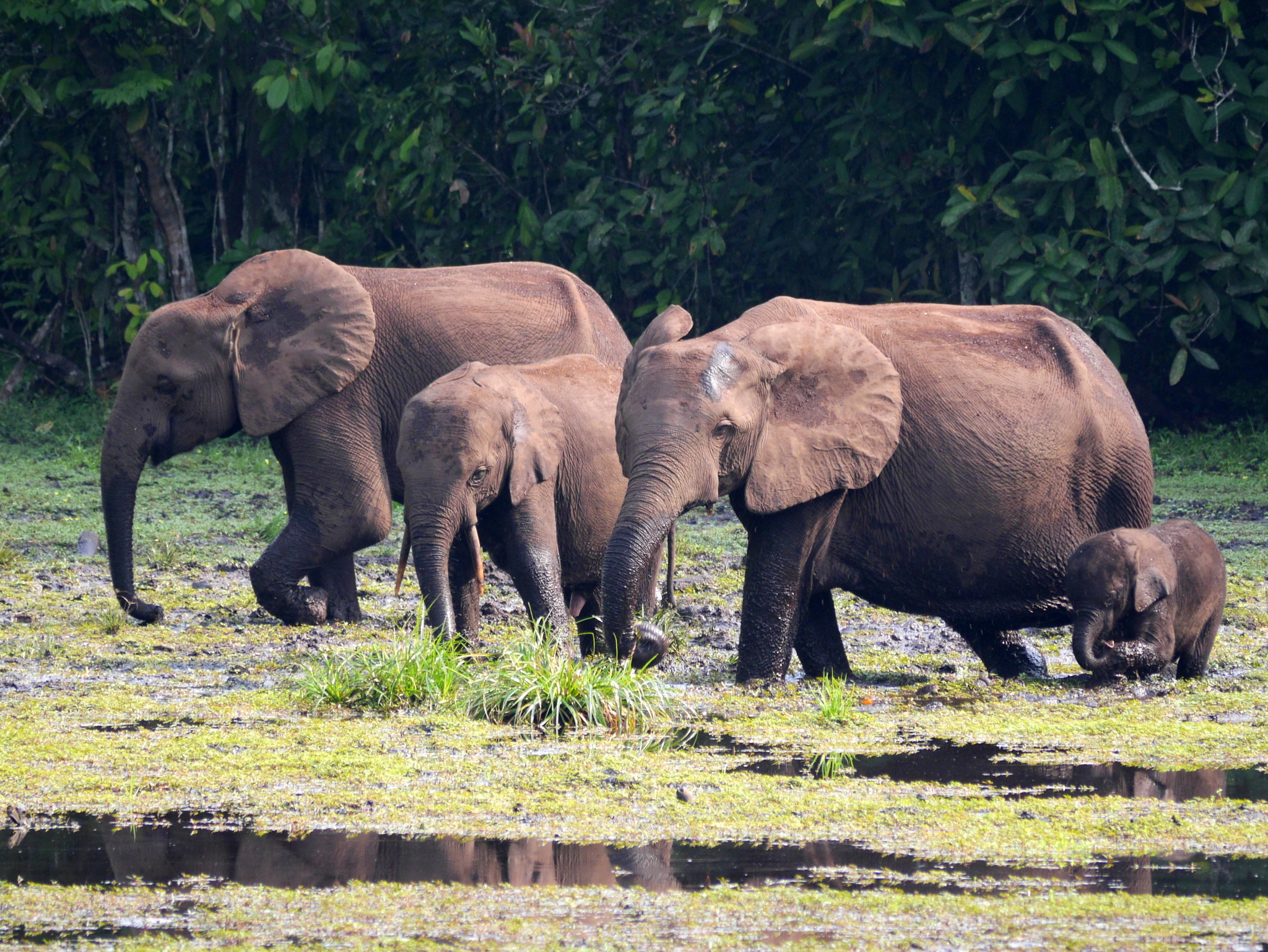
Gruppo di quattro elefanti africani della foresta nel Parco nazionale

Il parco ospita circa 100 specie di mammiferi e una delle popolazioni di primati più diversificate del continente. Odzala-Kokoua un tempo ospitava quasi 20000 gorilla. Tuttavia nel periodo 2002-2005 una serie di epidemie del virus Ebola ha ucciso il 70-95% della popolazione del parco. Nel 2005 l'Ebola ha ucciso circa 5000 gorilla su un'area totale di 1 042 mi² (2 700 km²) all'interno del parco, secondo il Fish and Wildlife Service degli Stati Uniti. Da allora il numero di gorilla a Odzala-Kokoua è aumentato, in seguito agli sforzi delle organizzazioni ambientaliste e di almeno una compagnia turistica per preservare e ricostituire la fauna del parco.
Uno studio sui primati diurni, condotto durante la metà degli anni '90, ha mostrato popolazioni significative di scimmie nella regione forestale della Repubblica del Congo. Le specie avvistate includevano il gorilla di pianura occidentale e lo scimpanzé dell'Africa centrale, oltre a otto scimmie: il cercopiteco nano del sud, il cercocebo dal ciuffo, il cercopiteco coronato, il cercopiteco di Brazzà, il cercopiteco nasobianco maggiore, la guereza dal mantello, il cefo e il cercocebo del fiume Tana. Il numero di tane di gorilla era più alto nella foresta di Marantaceae a chioma aperta del parco; le tane di scimpanzé erano più abbondanti nelle foreste primarie a chioma chiusa e nelle foreste di Marantaceae. Tutte le specie di scimmie sono state trovate nelle aree più fitte della foresta, ma solo quattro erano presenti nella foresta di terraferma. Odzala-Kokoua aveva la più alta densità di gorilla e scimpanzé di pianura occidentale registrata fino ad oggi nell'Africa centrale. Si ritiene che l’elevata produttività delle foreste e la diminuzione del bracconaggio abbiano contribuito a questo successo.
I risultati di un'indagine condotta nelle radure all'interno della parte settentrionale del parco, pubblicati nel 1998, hanno evidenziato la presenza di tredici grandi mammiferi, i più frequenti dei quali erano il bongo, il bufalo, l'elefante africano, il maiale delle foreste, l'ilochero, il gorilla e il sitatunga. Altre specie di mammiferi registrate includono lo zibetto africano, l'elefante africano delle foreste, il colobo bianco e nero e lo scimpanzé comune. Al bracconaggio è stato ascritto il declino della popolazione di elefanti del parco. Le indagini sulla popolazione di elefanti di foresta africani di Odzala-Kokoua hanno portato a stime di circa 18 200 e 13 500 rispettivamente nel 2000 e nel 2005. Nel 2014 c'erano circa 9600 elefanti.
Secondo quanto riferito, nel 2007 le iene maculate erano abbondanti nell'area della savana del parco. Nel 2013 il leone era considerato localmente estinto, poiché la specie non veniva segnalata da quindici anni. I risultati del sondaggio pubblicati nel 2014 hanno rivelato l'assenza di leoni, ma sono state registrate almeno 46 iene nell'ecosistema della savana del parco. Inoltre, sono stati registrati il gatto dorato africano, il leopardo e il serval. Si ritiene che il declino delle popolazioni di leoni e iene maculate sia causato da un eccessivo sfruttamento. Le specie di antilopi includono il cefalofo baio, il cefalofo dalla fronte nera, il cefalofo di Peters e il cefalofo dal ventre bianco.
Diversi autori hanno notato l'importanza delle radure delle foreste per le popolazioni di mammiferi del parco.

### Uccelli
Nel parco sono state registrate circa 440 specie di uccelli. Le specie includono l'aquila pescatrice africana, il beccamoschino collonero, l'apale golanera, la pernice di mare orientale, il mangiabruchi rigogolo, il pettirosso delle foreste, l'upupa dei boschi, il croccolone, il piccione verde, il pappagallo cenerino, il beccolargo testagrigia, il grillaio, la civetta pescatrice di Pel, il martin pescatore bianco e nero, la silvietta capirossa, la rondine golarossa, il luì ugandese e il tessitore capogiallo. Sono presenti anche aironi, buceri e martin pescatori, tra cui l'airone golia, il buceretto di Hartlaub e il martin pescatore gigante.

### Rettili, anfibi, pesci e insetti

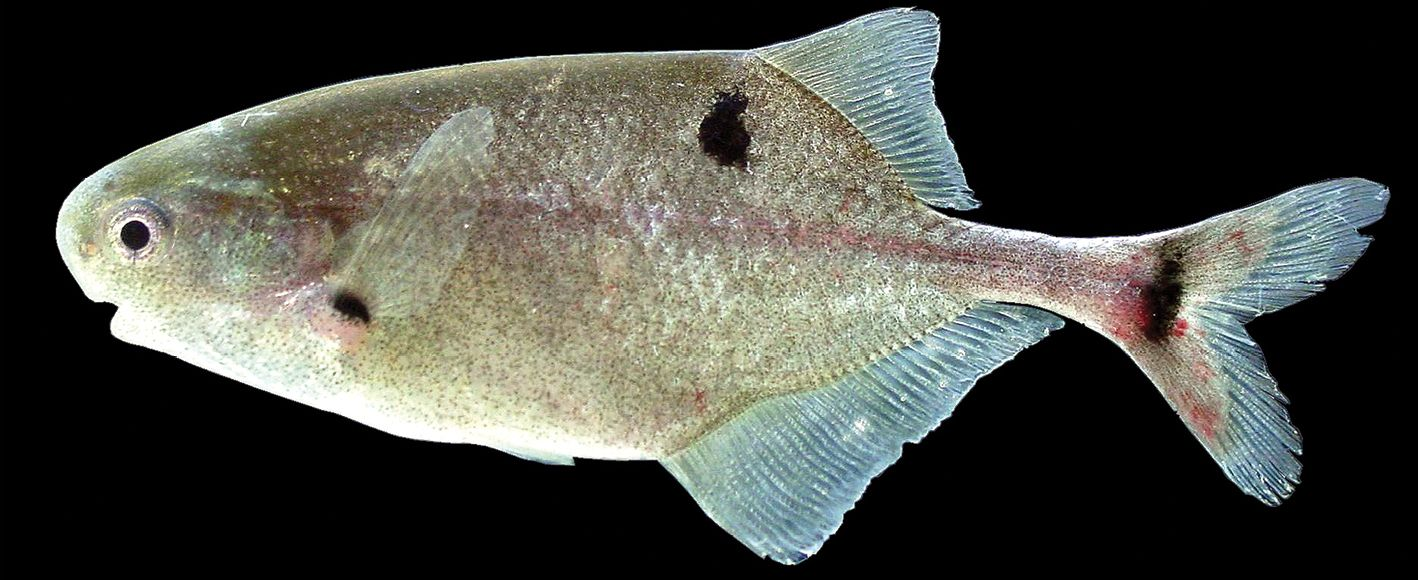
Paratipo di Petrocephalus arnegardi del Parco Nazionale Odzala-Kokua, 2014

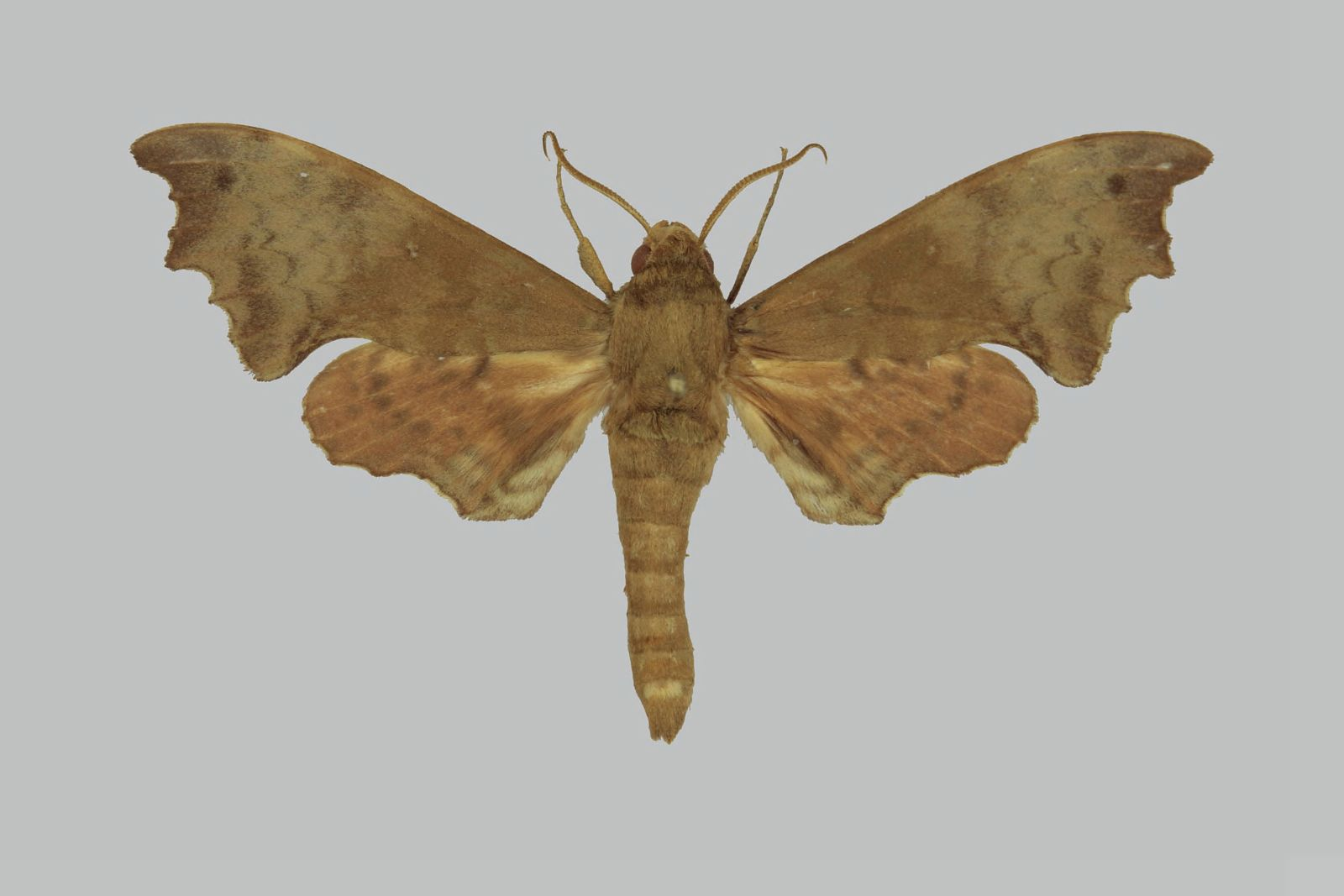
Esemplare maschio della specie di falena Grillotius bergeri, proveniente dal parco

Coccodrilli, lucertole e rane vivono a Odzala-Kokoua. Uno studio pubblicato su Zootaxa nel 2010 riportava la presenza di undici specie di Petrocephalus. Nel parco è stata segnalata la specie ittica disticodonte Hemigrammocharax rubensteini, descritta nel 2013. Odzala-Kokoua ospita un'ampia varietà di specie di insetti, tra cui formiche, api, farfalle e termiti.